# Волеренга (футбольний клуб)
«Волере́нга» (норв. Vålerenga Fotball) — норвезький футбольний клуб із Осло, заснований 1913 року. Виступає у найвищому дивізіоні Норвегії. Клуб було названо іменем сусіднього до Осло містечка Волеренги.

## Історія

### Початок
Історія футбольного клубу «Волеренга» починається ще у 1898 році з Fotballpartiet Spark, який було засновано пастором Гансом Меллером Гасманном. Головною метою цього проєкту було дати можливість молоді реалізувати себе у спільноті. Послідовник цього клубу був заснований 29 липня 1913 року групою фабричних робітників — підлітків. Свою нинішню назву клуб отримав через рік після заснування.
Клуб був розташований на східній окраїні Осло. Політика клубу була спрямована на пропаганду футболу серед простих робітників, які на той час переважно заселяли район Волеренга.
Протягом 20-их років «Волеренга» чотири рази зуміла виграти першість Осло. Коли у 1937 році була сформована національна ліга (норв. Norgesserien) «Волеренга» став одним із перших клубів — учасників чемпіонату країни. У 1949 році «Волеренга» фінішувала другою у національному чемпіонаті.
Але після цього в клубі почався період нестабільності.

### 1946—1968

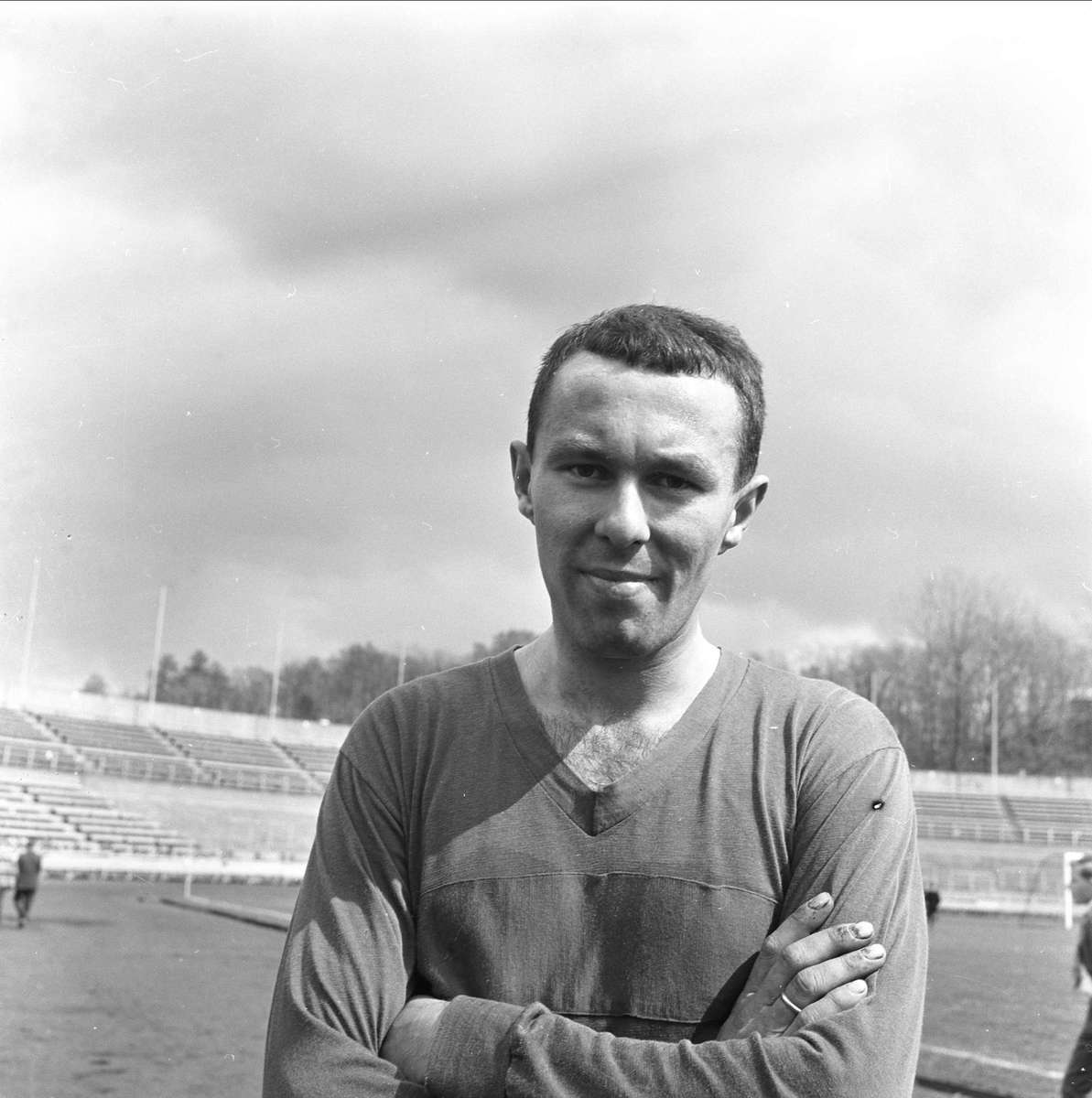
Лейф Еріксен — представник повоєнної епохи «Богеми».

Харизматичний Гельмут Стеффенс став ключовою фігурою у формуванні культури клубу у повоєнний період. На початку 60-их років до складу «Волеренги» увійшло багато молодих місцевих футболістів. Серед яких Ейнар Бруно Ларсен, Тер'є Геллеруд і Лейф Еріксен, які стали ключовими гравцями команди і згодом група цих молодих футболістів отримала прізвисько Bohemene (Богема).
Завдяки менеджменту Гельмута Стеффенса і вдалій роботі головного тренера Антона Плодерера у 1965 році «Волоренега» вперше виграла чемпіонат Норвегії. При цьому у складі команди грали переважно місцеві вихованці.
Але епоха «Богеми» скінчилася та у 1968 році клуб знову вилетів до другого дивізіону. Нове повернення до еліти відбулося лише у 1974 році.

### 1977—1986
У 80-ті роки в команду прийшло нове покоління гравців. За допомогою таких футболістів, як Том Якобсен та Відар Давідсен «Волеренга» у 1980 році виграла свій перший кубок країни. А пізніше протягом чотирьох років (з 1981 по 1984) клуб тричі вигравав золоті нагороди чемпіонату. 80-ті роки були найбільш стабільним в історії клубу.
Але пізніше, у 1987 році, клуб був за крок від банкрутства.

### 1987—2003
90-ті і початок ХХІ століття знову знаменувалися, як нестабільний період в історії «Волеренги». Клуб кілька разів вилітав до першого дивізіону. Але за цей час команда двічі — у 1997 і 2002 роках виграла національний кубок.
У 2000 році до команди приєднався відомий норвезький футболіст К'єтіль Рекдаль, який пізніше працював тренером команди.

### 2004—2012

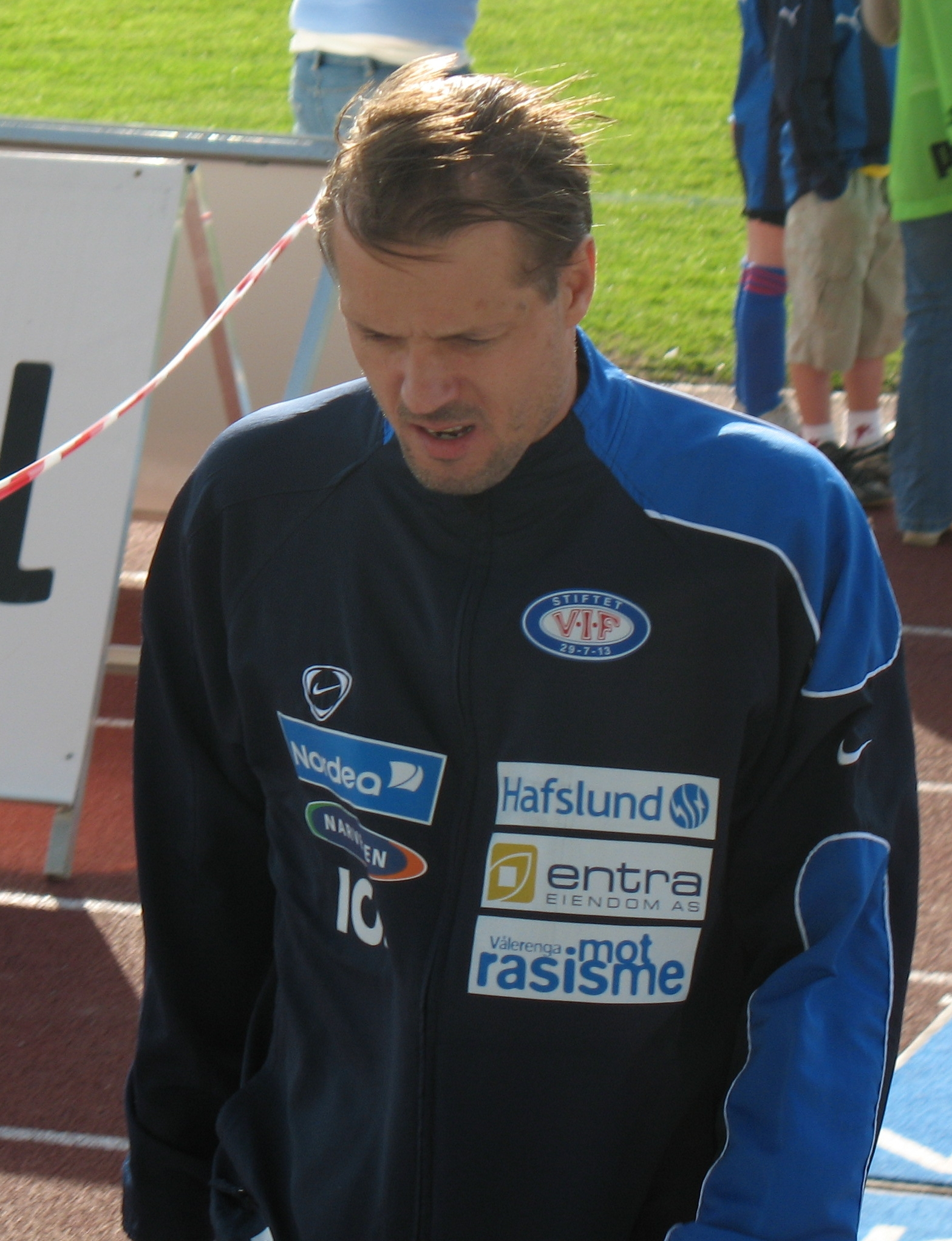
К'єтіль Рекдаль — тренер чемпіонського сезону 2005

«Волеренга» дуже потужно провела 2004 рік, коли команда поступилася чемпіонським титулом «Русенброгу» тільки через меншу кількість забитих голів.
Але у наступному сезоні команду з Осло вже ніхто не зупинив. І вперше після 21-річної перерви «Волеренга» стала чемпіоном Норвегії. Тим самим перервавши 13-річну чемпіонську серію «Русенборга».
2006 рік складався вже не так вдало для чинних чемпіонів. Команда вилетіла з другого кваліфікайного раунду Ліги чемпіонів, а в національному чемпіонаті «Волеренга» міцно закріпилася в середині таблиці. Після серії невдалих ігор пішов у відставку тренер чемпіонського сезону К'єтіль Рекдаль.
У 2007 році клуб уклав угоду з молодим тренером Мартіном Андерсеном. Який вже наступного сезону зумів привести клуб до перемоги у Кубку країни. Але після цього клуб закріпив за собою звання міцного середнячка ліги без гучних перемог і у 2012 році Андерсен пішов з команди.

### 2013–
До 2014 року у команди не було спонсора і «Волеренга» потерпала через фінансові труднощі.
З 2016 року головним тренером команди був Ронні Дейла. Який залишив клуб у 2019. А на початку 2020 року керівництво над командою прийняв новий тренер Даг-Ейлев Фагермо.

## Кольори клубу
До 1913 року колір форми «Волеренги» був зеленим, що символізувало колір норвезького моху. Але у 1914 році у Норвезької державної залізниці залишився комплект синьо-червоної форми, який «Волеренга» і придбала за дешевою ціною.

## Стадіон

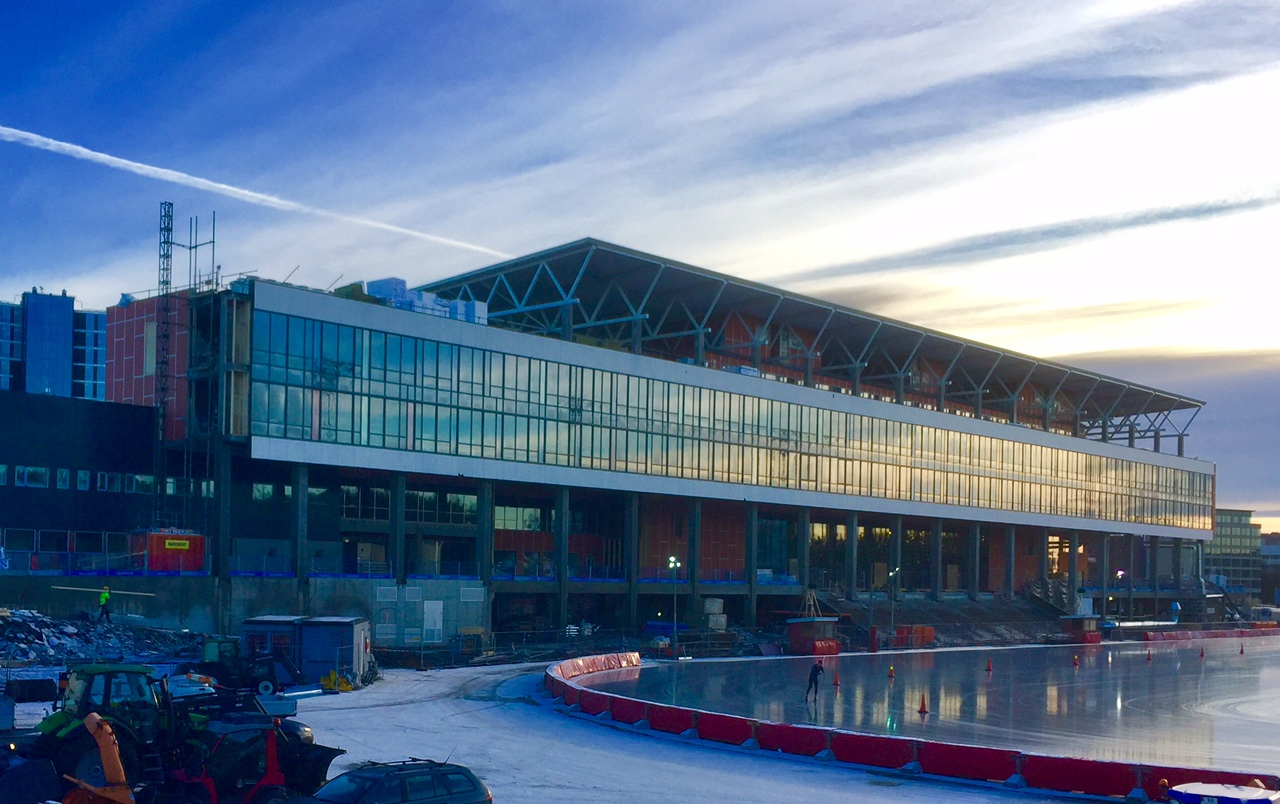
Інтіліті Арена

У 2017 році «Волеренга» відкрила свій власний стадіон у Східному Осло, що стало значною подією в історії клубу, який 104 роки не мав власного стадіону. Стадіон отримав назву Intiliti Arena і вміщує 17 333 глядачі. Поле має штучне покриття.
Найпершу гру на новому стадіоні 9 вересня провела жіноча футбольна команда «Волеренга». А вже наступного дня чоловіча команда переграла на новому стадіоні «Сарпсборг 08» з рахунком 2:1.

## Досягнення
Чемпіонат Норвегії
- Чемпіон (5): 1965, 1981, 1983, 1984, 2005
- Срібний призер (3): 1948–49, 2004, 2010

Кубок Норвегії
- Володар кубка (4): 1980, 1997, 2002, 2008
- Фіналіст (2): 1983, 1985

Суперкубок Норвегії
- Фіналіст (1): 2009

## Прихильники
«Волеренга» традиційно користується прихильністю фанатів районів Східного Осло. Але останнім часом межі цих районів доволі розмиті й тому команда популярна по всьому Осло і його околицях.
Найбільше угруповання фанатів клубу, що називається Klanen (клан), виникло на початку травня 1991 року. Нині це найбільше ультрас-угруповання Норвегії, до якого входять 10 тис. осіб. Вболівальники «Волеренги» вважаються найкращим фанатським угрупованням у Норвегії.
Футболка з 12-м номером зарезервована за фанатами клубу.

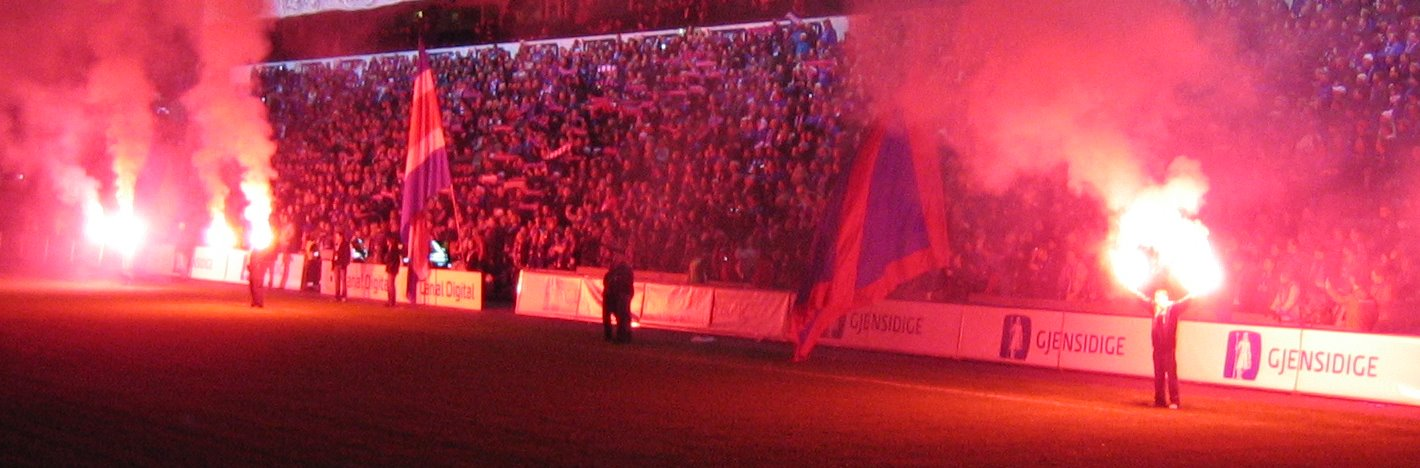
Klanen під час святкування бронзових медалей 2006 року
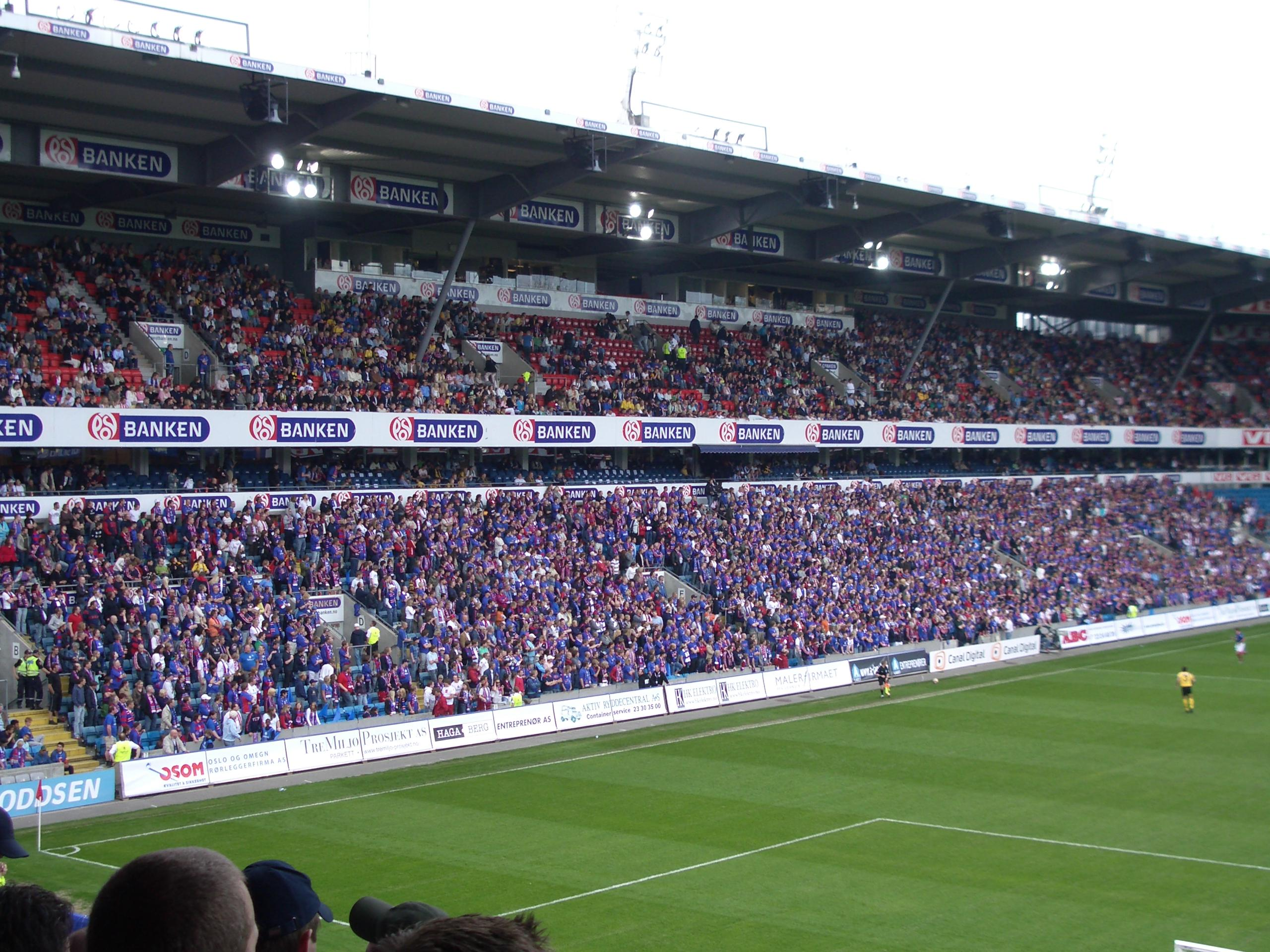
«Західний Берег»

## Виступи в єврокубках
| Сезон   | Змагання                     | Раунд | Суперник          | Вдома | На виїзді | Разом       |
| ------- | ---------------------------- | ----- | ----------------- | ----- | --------- | ----------- |
| 1964–65 | Кубок ярмарків               | Р1    | Евертон           | 2–5   | 2–4       | 4–9         |
| 1965–66 | Кубок ярмарків               | Р2    | Гартс             | 1–3   | 0–1       | 1–4         |
| 1966–67 | Кубок європейських чемпіонів | Р1    | Тирана            | N/A   | N/A       | т/п         |
| 1966–67 | Кубок європейських чемпіонів | Р2    | Лінфілд (Белфаст) | 1–4   | 1–1       | 2–5         |
| 1975–76 | Кубок УЄФА                   | Р1    | Атлон Таун        | 1–1   | 1–3       | 2–4         |
| 1981–82 | Кубок володарів кубків       | Р1    | Легія             | 2–2   | 1–4       | 3–6         |
| 1982–83 | Кубок європейських чемпіонів | ПР    | Динамо Бухарест   | 2–1   | 1–3       | 3–4         |
| 1984–85 | Кубок європейських чемпіонів | Р1    | Спарта Прага      | 3–3   | 0–2       | 3–5         |
| 1985–86 | Кубок європейських чемпіонів | Р1    | Зеніт Ленінград   | 0–2   | 0–2       | 0–4         |
| 1986–87 | Кубок УЄФА                   | Р1    | Беверен           | 0–0   | 0–1       | 0–1         |
| 1998–99 | Кубок володарів кубків       | Р1    | Рапід Бухарест    | 0–0   | 2–2       | 2–2 (г)     |
| 1998–99 | Кубок володарів кубків       | R2    | Бешикташ          | 1–0   | 3–3       | 4–3         |
| 1998–99 | Кубок володарів кубків       | ЧФ    | Челсі             | 2–3   | 0–3       | 2–6         |
| 1999–00 | Кубок Інтертото              | Р1    | Вентспілс         | 1–0   | 0–2       | 1–2         |
| 2003–04 | Кубок УЄФА                   | Р1    | Грацер            | 0–0   | 1–1       | 1–1 (г)     |
| 2003–04 | Кубок УЄФА                   | Р2    | Вісла Краків      | 0–0   | 0–0       | 0–0 (4–3 п) |
| 2003–04 | Кубок УЄФА                   | Р3    | Ньюкасл           | 1–1   | 1–3       | 2–4         |
| 2005–06 | Ліга чемпіонів               | КР2   | Гака              | 1–0   | 4–1       | 5–1         |
| 2005–06 | Ліга чемпіонів               | КР3   | Брюгге            | 1–0   | 0–1       | 1–1 (3–4 п) |
| 2005–06 | Кубок УЄФА                   | Р1    | Стяуа             | 0–3   | 1–3       | 1–6         |
| 2006–07 | Ліга чемпіонів               | КР2   | Млада Болеслав    | 2–2   | 1–3       | 3–5         |
| 2007–08 | Кубок УЄФА                   | КР1   | Флора             | 1–0   | 1–0       | 2–0         |
| 2007–08 | Кубок УЄФА                   | КР2   | Екранас           | 6–0   | 1–1       | 7–1         |
| 2007–08 | Кубок УЄФА                   | Р1    | Аустрія Відень    | 2–2   | 0–2       | 2–4         |
| 2009–10 | Ліга Європи                  | КР3   | ПАОК              | 1–2   | 1–0       | 2–2 (г)     |
| 2011–12 | Ліга Європи                  | КР2   | Міка              | 1–0   | 1–0       | 2–0         |
| 2011–12 | Ліга Європи                  | КР3   | ПАОК              | 0–2   | 0–3       | 0–5         |
| 2021–22 | Ліга конференцій             | КР2   | Гент              | 2-0   | 0-4       | 2-4         |